# Schlacht von Cassel (1071)
Die Schlacht bei Cassel war ein militärischer Zusammenstoß im mittelalterlichen Frankreich, die einen Machtkampf in der Grafschaft Flandern entschied. Sie fand am 22. Februar 1071 bei Cassel statt.
Im Jahr 1070 starb Graf Balduin VI. von Flandern, worauf ihm sein unmündiger Sohn Arnulf III. folgte, für den seine Mutter Richilde vom Hennegau die Vormundschaft übernahm. Unter den flämischen Vasallen war die Regentschaft der Hennegauerin unpopulär, und ihr Schwager Robert der Friese, der in Holland herrschte, nahm die Gelegenheit war und fiel noch im selben Jahr in Flandern ein. Ihm gelang die schnelle Einnahme von Brügge und Gent, aber dann wurde er vom Grafen Eustach II. von Boulogne gefangen genommen. Um die gleiche Zeit geriet auch Richilde in die Gefangenschaft der Anhänger Roberts, und dieser wurde in einem Gefangenenaustausch freigelassen.
Richilde, deren Anhang sich hauptsächlich im Süden Flanderns konzentrierte, ersuchte erfolgreich bei König Philipp I. von Frankreich, dem Oberlehnsherrn Flanderns, um militärische Unterstützung. Auch von ihrer Schwägerin Mathilde, der Schwester Roberts und Ehefrau Wilhelms des Eroberers, erhielt sie Unterstützung, auch wenn der von ihr gesandte William FitzOsbern mit nur zehn normannischen Rittern nach Flandern zog. Kurz vor der Schlacht vermittelte König Philipp I. eine Ehe zwischen Richilde und William FitzOsbern, um diesen als Beschützer des jungen Grafen Arnulf III. zu gewinnen.
In der Schlacht am 22. Februar 1071 behielt Robert der Friese die Oberhand. William FitzOsbern fiel im Kampf ebenso wie Graf Arnulf III. (genannt „der Unglückliche“), der von Gerbod dem Flamen erschlagen wurde. Richilde und ihr zweiter Sohn, Balduin, flohen in ihren heimatlichen Hennegau, den sie in den folgenden Jahren für sich sichern konnten. Robert der Friese aber war nach der Schlacht der neue Graf von Flandern, was auch der nach Montreuil geflohene König Philipp I. anerkennen musste. Beide schlossen noch im selben Jahr ein Bündnis gegen die Normannen, womit sich die Chancen Richildes auf eine etwaige Rückgewinnung Flanderns zerschlugen.